# Viaduc de Calix
Ne doit pas être confondu avec Pont de Calix.
Le viaduc de Calix est un viaduc routier situé dans l'agglomération caennaise en France qui permet le bouclage du boulevard périphérique nord de Caen, au-dessus de la vallée de l'Orne. Il est le deuxième plus long pont du Calvados après le pont de Normandie[réf. nécessaire]. 

## Situation
La moitié sud du viaduc (côté échangeur Montalivet) se trouve sur le territoire de Mondeville et la partie nord (côté porte d'Angleterre) sur le territoire d'Hérouville-Saint-Clair.
Il franchit du sud-est au nord-ouest, la voie ferrée qui relie la gare de Caen au port de Caen-Ouistreham, le fleuve, la zone du port, ainsi que le canal de Caen à la mer, offrant une vue dégagée sur la presqu'île.
Le viaduc enjambe un dépôt pétrolier côtier. Plusieurs milliers de mètres cubes de carburant se trouvent au-dessous. Le viaduc se trouve donc dans l'une des 10 zones françaises classées Seveso seuil haut.   Un projet de terminal à conteneurs au pied du viaduc a été  en cours d’étude et aurait pu augmenter ce risque Seveso selon ses détracteurs

## Histoire
Le 9 novembre 1965, le plan d'urbanisme directeur (PUD) de l’agglomération caennaise, signé par le premier ministre Georges Pompidou, prévoit la construction d'une rocade péri-urbaine pour écouler le trafic. Il est amendé en 1966 car il se basait sur la situation de l'agglomération en 1961. Ainsi, le prolongement de la future autoroute A13 de Mondeville au nord de l'agglomération est intégré.
La conception du pont est confiée au Service d'études sur les transports, les routes et leurs aménagements (SETRA) et sa construction à l'entreprise Coignet de Mantes-la-Jolie. Il coûte 30 millions de francs. La construction débute le 13 septembre 1971 avec les premiers terrassements et se termine en 1975. La première pierre est posée symboliquement le 12 septembre 1972.
Un accident lors du chantier, le 18 mai 1973, coûta la vie à 5 ouvriers portugais, causé par l'effondrement d'une pile.
La construction de ce viaduc n'entraîne pas pour autant la démolition du pont de Calix, pont tournant situé sur le canal, à quelques mètres en amont, dans l'alignement de la rue du Pont-de-Calix.
Le pont était conçu à l'origine pour seulement trois voies. Quatre voies sont finalement aménagées et il n'y a pas de bande d'arrêt d'urgence. Le doublement du pont est envisagé dès l'origine.
L'ouvrage inauguré le 13 décembre 1975.
En septembre 1988, afin d'améliorer la sécurité, les voies de circulation sont séparées par des dispositifs en béton.
En 1994, le service des études routières du ministère de l'Équipement étudie le dossier de passage à deux fois trois voies du boulevard du périphérique nord et le doublement du viaduc. Le projet n'est finalement pas réalisé.
En janvier 2016, l'éclairage public a été refait sur l'ouvrage : les 72 candélabres ont été démontés compte tenu de leur usure et remplacés par 36 lampadaires de type led d'une puissance de 213 W par lampe. L'éclairage est ainsi amélioré tout en permettant une économie d'énergie.
Dans une liste informant sur l'état des ponts du réseau routier national publiée par le ministère des Transports le 26 septembre 2018, le viaduc est classé en catégorie 3 regroupant les « ouvrages dont la structure est altérée et nécessite des travaux de réparation, sans caractère d’urgence ».
Inauguré en 1975, le viaduc de Calix, qui enjambe l’Orne, est utilisé chaque jour par 85 000 véhicules dont 4 000 poids lourds.
Lors d'une campagne d'inspection en juin 2021, des fissures sont détectées, particulièrement sur trois caissons. Le viaduc est alors interdit aux véhicules de plus de 3,5 tonnes jusqu'en novembre 2021.
De juin à novembre 2021, des travaux préventifs sont donc effectués sur le viaduc à l'issue de cette découverte de fissures.

## Caractéristiques
L'ouvrage a une longueur totale de 1 183 mètres, possède 15 travées dont une de 156 m et deux de 113 m. Il s'élève à 38 m au-dessus du fleuve. Il possède deux fois deux voies routières.
Afin de réduire les nuisances sonores, un mur anti-bruit a été construit en 1983.

## Trafic
Le trafic moyen journalier annuel (TMJA) correspond au trafic annuel, pour les deux sens de circulation, divisé par 365. La baisse du trafic constatée entre 1997 et 1999 s'explique par l'ouverture en 1997 de la section sud et ouest du boulevard périphérique de Caen.

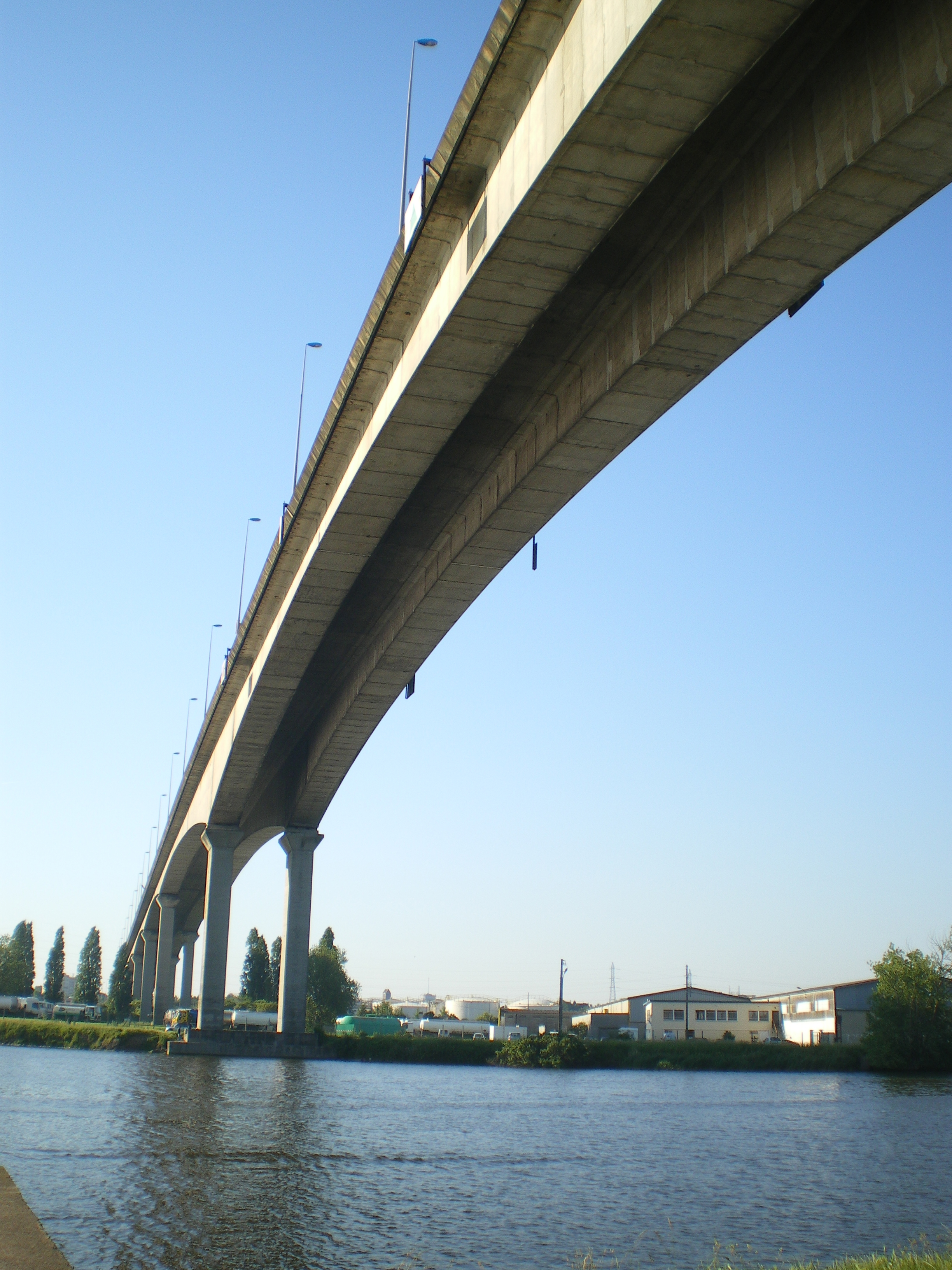
Vu du chemin de halage au bord du canal

| Année | 1976   | 1977   | 1978   | 1979   | 1980   | 1981   | 1982   | 1983   | 1984   | 1985   |
| ----- | ------ | ------ | ------ | ------ | ------ | ------ | ------ | ------ | ------ | ------ |
| TMJA  | 14 991 | 26 356 | 30 226 | 33 776 | 35 051 | 35 658 | 38 152 | 38 503 | 43 246 | 46 236 |

| Année | 1986   | 1987   | 1988   | 1989   | 1990   | 1991   | 1992   | 1993   | 1994   | 1995   |
| ----- | ------ | ------ | ------ | ------ | ------ | ------ | ------ | ------ | ------ | ------ |
| TMJA  | 51 482 | 53 701 | 56 066 | 58 279 | 61 531 | 63 193 | 65 333 | 68 744 | 70 107 | 74 296 |

| Année | 1996   | 1997   | 1998   | 1999   | 2000   | 2001   | 2002   | 2003   | 2004   | 2005   |
| ----- | ------ | ------ | ------ | ------ | ------ | ------ | ------ | ------ | ------ | ------ |
| TMJA  | 75 894 | 75 551 | 72 420 | 69 286 | 71 033 | 79 238 | 79 663 | 80 444 | 80 822 | 79 797 |

| Année | 2006   | 2007   | 2008   | 2009   | 2010   | 2011   | 2012   | 2013   | 2014   | 2015   |
| ----- | ------ | ------ | ------ | ------ | ------ | ------ | ------ | ------ | ------ | ------ |
| TMJA  | 80 056 | 80 835 | 79 824 | 82 164 | 79 967 | 80 912 | 80 098 | 80 160 | 81 818 | 82 390 |

| Année | 2016   | 2017 | 2018   | 2019   | 2020   | 2021   |
| ----- | ------ | ---- | ------ | ------ | ------ | ------ |
| TMJA  | 83 976 |      | 81 012 | 81 534 | 66 756 | 64 458 |